# Whitney (efternamn)
Whitney är ett engelskt efternamn, som burits av bland andra:
- Adeline Dutton Train Whitney (1824–1906), amerikansk författare
- Anne Whitney (1821–1915), amerikansk skulptör och poet
- Eli Whitney (1765–1825), amerikansk uppfinnare
- Gertrude Vanderbilt Whitney (1875–1942), amerikansk konstnär och konstmecenat
- Grace Lee Whitney (född 1930), amerikansk skådespelare
- Harry Payne Whitney (1872–1930), amerikansk affärsman och hästuppfödare
- Joe Whitney (född 1988), amerikansk ishockeyspelare
- Josiah Whitney (1819–1896), amerikansk geolog
- Lawrence Whitney (1891–1941), amerikansk kulstötare och basebollspelare
- Mary Watson Whitney (1847–1921), amerikansk astronom
- Phyllis Whitney (1903–2008), amerikansk deckarförfattare
- Ray Whitney (född 1972), kanadensisk ishockeyspelare
- Ryan Whitney (född 1983), amerikansk ishockeyspelare
- William Collins Whitney (1841–1904), amerikan politiker och finansman
- William Dwight Whitney (1827–1894), amerikansk språkforskare, lexikograf och sanskritist
- Willis R. Whitney (1868–1958), amerikansk kemist